# Монастир кармелітів босих (Бердичів)
Монасти́р кармелі́тів бо́сих (пол. Klasztor warowny Karmelitów Bosych) — католицький монастир XVII століття у місті Бердичів в Україні, пам'ятка архітектури. З 1998 року Всеукраїнський санктуарій Матері Божої святого скапулярію. Для римо-католиків України є головним відпустовим місцем. Санктуарій Бердичівської Богородиці розташований в архітектурному комплексі XV-XVIII ст., що включає стіни фортеці з вежами, прибрамний корпус та костел.

## Історія

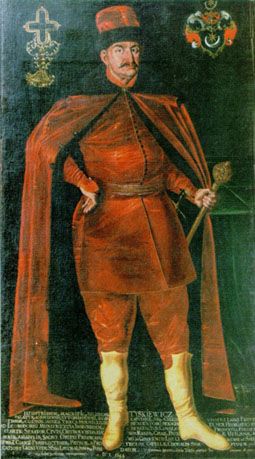
Януш Тишкевич — воєвода та генеральний староста київського краю. Володів м. Бердичів в першій половині XVII століття

### Заснування та перші роки
Януш Тишкевич, воєвода і генеральний староста київського краю, заснував монастир кармелітів босих, як обітницю за звільнення з татарського полону. Генеральна рада у Римі 5 грудня 1628 р. прийняла та затвердила це заснування, визначаючи його як місіонерську семінарію католицької церкви. Після узгодженню всіх умов та отримання необхідних дозволів Януш Тишкевич 19 липня 1630 р. зробив запис у Люблінському трибуналі, згідно з яким свій замок та земельну ділянку у Бердичеві він віддав під костел та монастир кармелітів босих. На утримання монастиря та його ченців він одписав також село Скраглівку та прибуток від своїх маєтків на суму 1800 злотих щорічно. Заснування затвердив Богуслав Бокса Радошевський, латинський єпископ київський, у Чуднові, 10 листопада 1630 року.
2 березня 1634 р. латинський єпископ Київський Андрій Шолдрський освятив наріжний камінь під будову нижнього костелу в ім'я Непорочного Зачаття Пресвятої Діви Марії, Св. Михаїла Архангела, Св. Івана Хрестителя та Св. Івана Євангеліста. В урочистості брав участь засновник монастиря Януш Тишкевич з дружиною Ядвігою Белжецькою, галицькою каштелянкою, та з численною родиною.
Будівництво тривало вісім років. Урочисте відкриття монастиря та освячення нижнього костелу відбулося 22 липня 1642 року. На цій урочистості засновник склав жертовний дар для нового костелу — ікону Пресвятої Діви Марії, здавна відому у родині Тишкевичів своєю благодаттю. Ікона, оточена великою шаною серед місцевого населення, засяяла новими милостями.

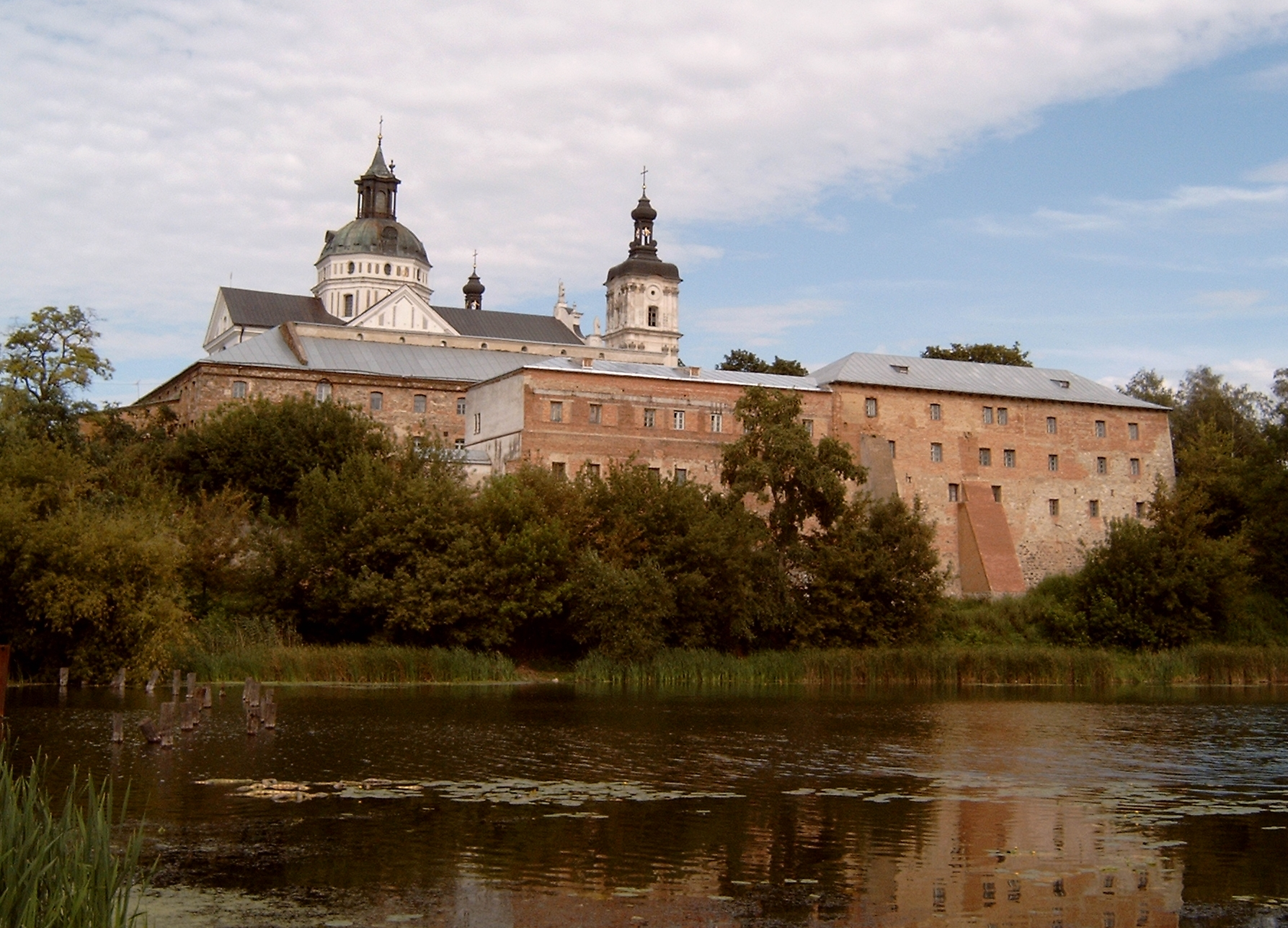
Монастир з боку річки Гнилоп'яті

До числа перших босих кармелітів, які прибули до Бердичева, належали отець Євстахій в ім'я Вознесіння, отець Ангел в ім'я Св. Варфоломія, отець Домінік Харбітський в ім'я Хреста, отець Маріан в ім'я Ангелів, отець Ілія в ім'я Найсвятішого Таїнства і отець Рафаїл в ім'я Св. Терези як настоятель монастиря.
У 1648 році, у зв'язку з Національно-визвольною війною під керівництвом Богдана Хмельницького в Україні, кармеліти, покидаючи Бердичів, вивезли до Львова образ Матері Божої. Протягом 73 років ікона перебувала у монастирі сестер кармеліток босих, аж до року 1721.
У 1663 р. ченці повернулися до Бердичева. Коли вони відбудували понищений монастир, у 1684 році їх вигнали силою спадкоємці Януша Тишкевича. І лише декретом Люблінського трибуналу 1717 року було наказано власникам Бердичева віддати ченцям відібрану власність та відшкодувати завдані збитки. У той же період часу кармеліти знову відбудували монастир та повернули до Бердичева чудодійний образ Матері Божої. Відбудовою монастиря керував архітектор Григорій Тарнавський (помер 25 березня 1737 р. та був похований у склепі костелу).

### XVIII сторіччя

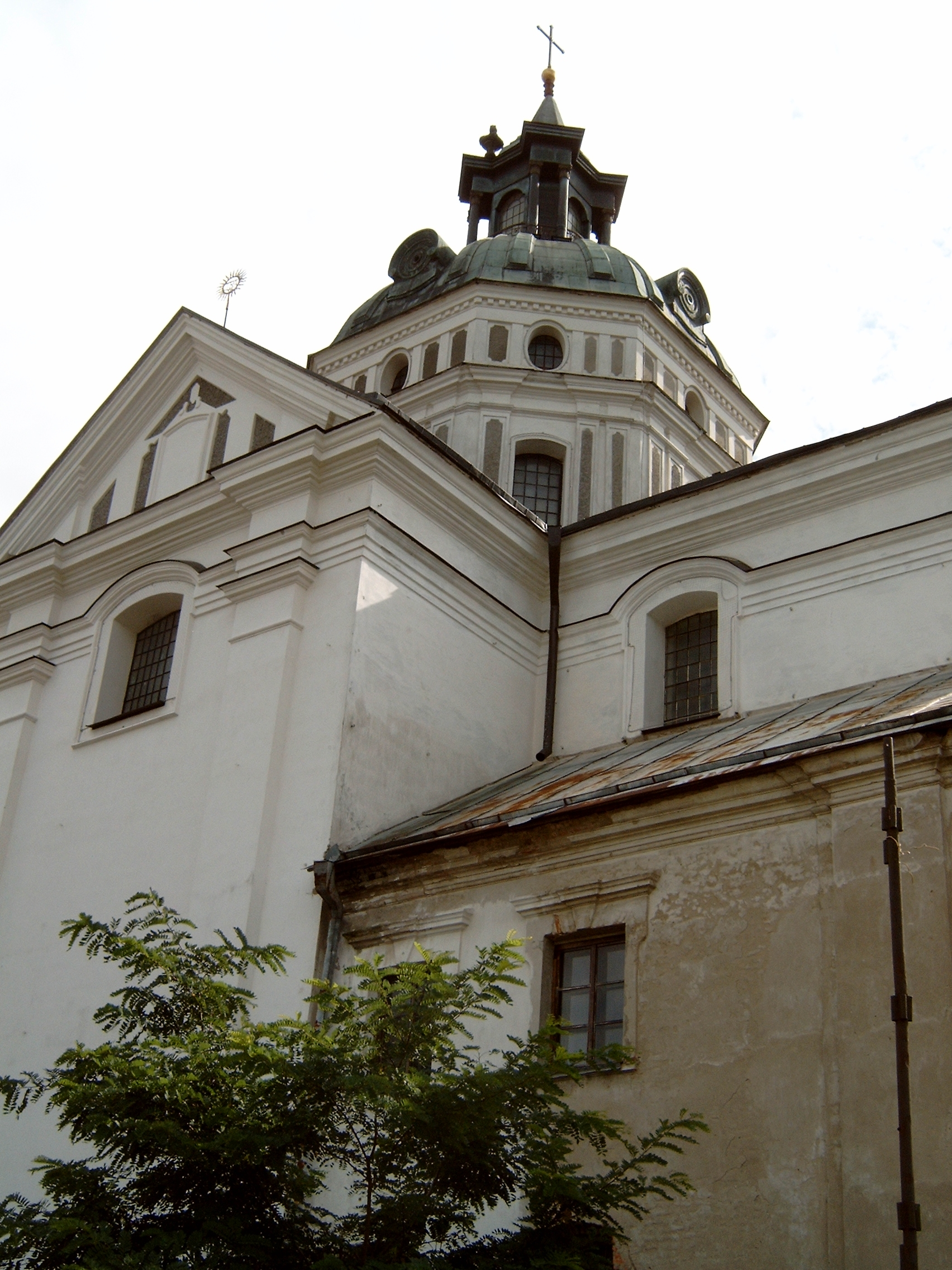
Купол костела.

Вже 10 вересня 1734 р. Дефініторій Провінції, засідаючи у Загорі, вирішив підвищити Бердичівський вікаріат, прирівнявши його до пріорату та вибравши першим ігуменом отця Людвіга в ім'я Ісуса (Ян Торошович). На той час чернецька спільнота налічувала семеро отців та кількох братів. У 1739 р., коли настоятелем був отець Фердинанд в ім'я Святого Духа (Отто ван Ховербек), кармеліти, на пожертвування меценатів та власні заощадження, розпочали будівництво верхнього храму на підвалинах нижнього костелу за кресленнями архітектора Яна де Вітте та під його керівництвом. Простора барочна святиня, яка поєднувала форми базилікального та хрещатого храмів і завершувалась на перехресті центральної нави та трансепту куполом на високому барабані, була освячена на святкування Святої Трійці у 1754 р. єпископом Київським Каєтаном Солтиком.
У XVIII та XIX сторіччях Бердичівський монастир став осередком не тільки релігійного життя та культу Марії в Україні, але також і осередком культури та доброчинності. Використовуючи свою друкарню та школи, він здобув великі заслуги у процесі поширення освіти. Монастирем видавалися богословські, теологічні, проповідницькі книги, а також казання, словники, шкільні підручники, світські книги на історичну, політичну й господарську тематику та знамениті бердичівські календарі. У 1760—1800 рр. тут було видано 264 книги, а за всю вісімдесятирічну історію діяльності — 650

### XIX сторіччя. Закриття монастиря

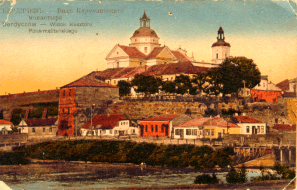
Монастир кармелітів босих. Фотографія 1910-их років.

Монастирська діяльність не подобалась Росії. У 1866 р. царським урядом монастир було скасовано. Офіційною причиною скасування стало вбивство з-за рогу ігумена монастиря отця Салетія в ім'я Св. Петра Ноласко Мартусевича, що сталося у 1864 р. Монастир зайняв київський генерал-губернатор. Приміщення використовувались різними урядовими установами. Адміністратором святині залишився отець Адріан Камінський (до самої смерті у 1872 р.). Після нього Житомирська консисторія затвердила адміністратором парафії останнього кармеліта отця Бартоломея в ім'я благословенного Владислава з Гельньова (Матвія Бридицького), який був охоронцем святині також до кінця своїх днів (помер у 1887 р). Після нього у постмонастирській парафії був пастирем отець канонік Рурський. Надалі, від 28 жовтня 1908 р., парафією керував отець-камергер Діонісій Бончковський. За час керування він виконав реставрацію костелу та викупив у влади фортечні мури. Останнім парафіяльним настоятелем від дієцезії був священик Антоній Грущинський (у роках 1909—1914). За час свого керівництва він продовжував реставрацію інтер'єру костелу.
У 1917 р. отці-єзуїти прийняли монастир та костел у Бердичеві у користування, виконавши необхідні ремонтні роботи.

### В радянські часи
16 червня 1918 р. кармеліти босі знову повернули право власності на свій монастир. Вони керували парафією та були охоронцями санктуарію до 1926 р., в тяжких післяреволюційних умовах. Після смерті останнього кармеліта отця Терезія Болеслава Штобрина, комуністична влада Росії взяла монастир у державну власність. У верхнім костелі було створено музей, а у нижнім — атеїстичний кінотеатр. У 1941 р., безпосередньо перед німецькою навалою на Радянський Союз в монастирі виникла пожежа. Імовірно, в її полум'ї загинула чудотворна ікона. У період німецько-фашистської окупації тут було розстріляно 960 чоловік. З 1958 року проводились реставраційні роботи, якими протягом багатьох років керувала архітектор Валентина Корнєєва.
З кінця 1960-х рр. долею комплексу споруд монастиря босих кармелітів стала опікуватися держава та громадські організації. Протягом 1970—1980 рр. адміністративна влада Бердичева під наглядом реставраторів пам'яток архітектури з Києва забезпечила збереженість костелу за допомогою відбудови склепінь, укладання нової дахової покрівлі з поцинкованого заліза на храмі та його куполі. Відбудовано також спалені келії, у яких було розміщено середні школи — музичну та художню, які й досі займають та використовують монастирські приміщення у педагогічних та навчальних цілях.

### Відродження
В 1992 р. будівлі костелу були передані в оренду католицькій громаді, яка розпочала відбудову власним коштом. На 1997 рік були відреставровані й стали використовуватися корпус келій, вежа та нижній храм костелу. Реставровано також будинок настоятеля і фасади верхнього костелу та його східна вежа.
У 1998 році в костелі створено Всеукраїнський санктуарій Матері Божої Святого Скапулярію (Санктуарій Божої Матері Бердичівської), яка була освячена і коронована Папою Римським Іваном Павлом II.
У 2015 році поруч з монастирем освячено Пам'ятник Святому Іванові Павлу II.
Докладніше: Пам'ятник святому Іванові Павлу II (Бердичів)

## Світлини

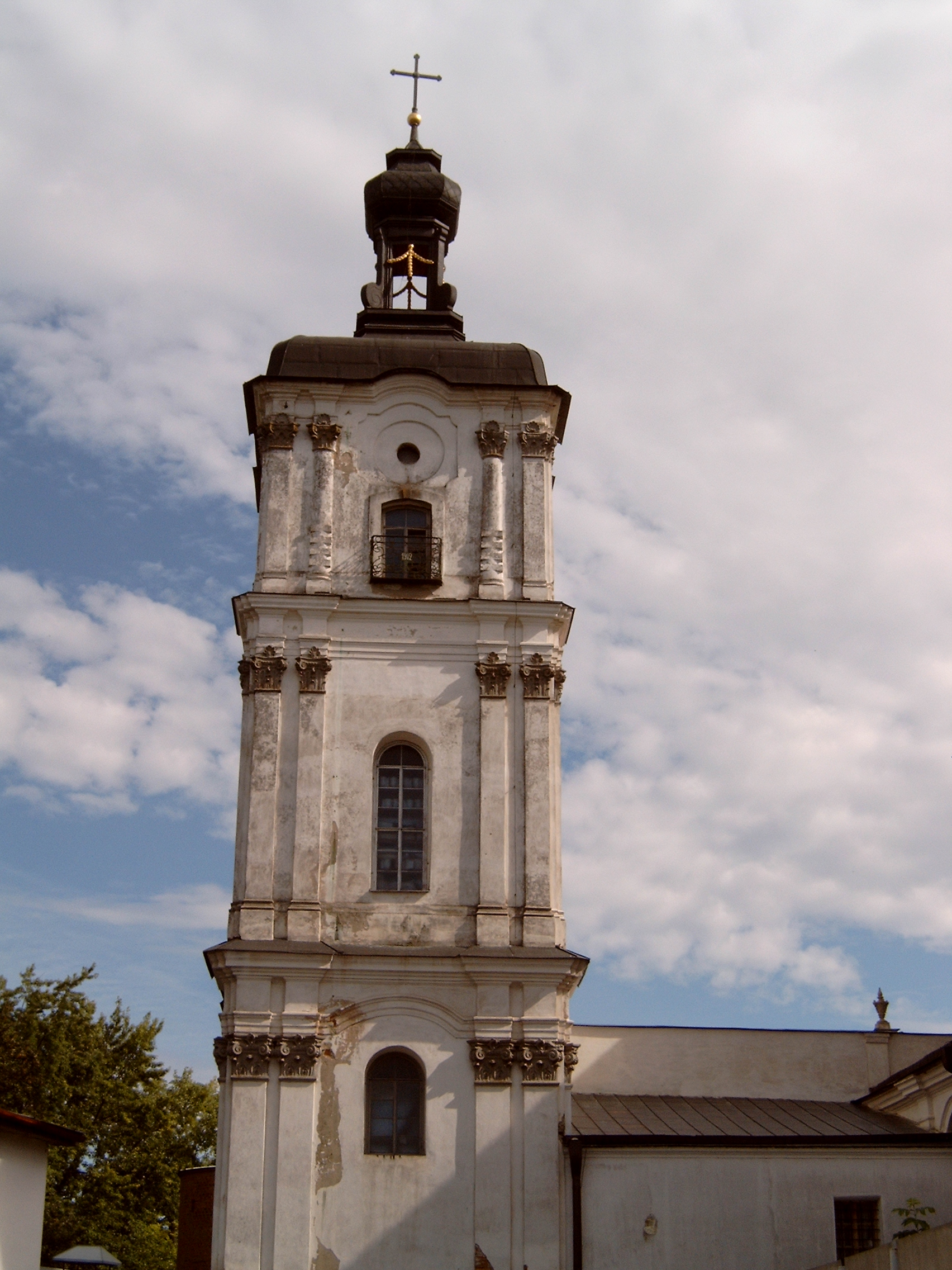
Дзвіниця монастиря.
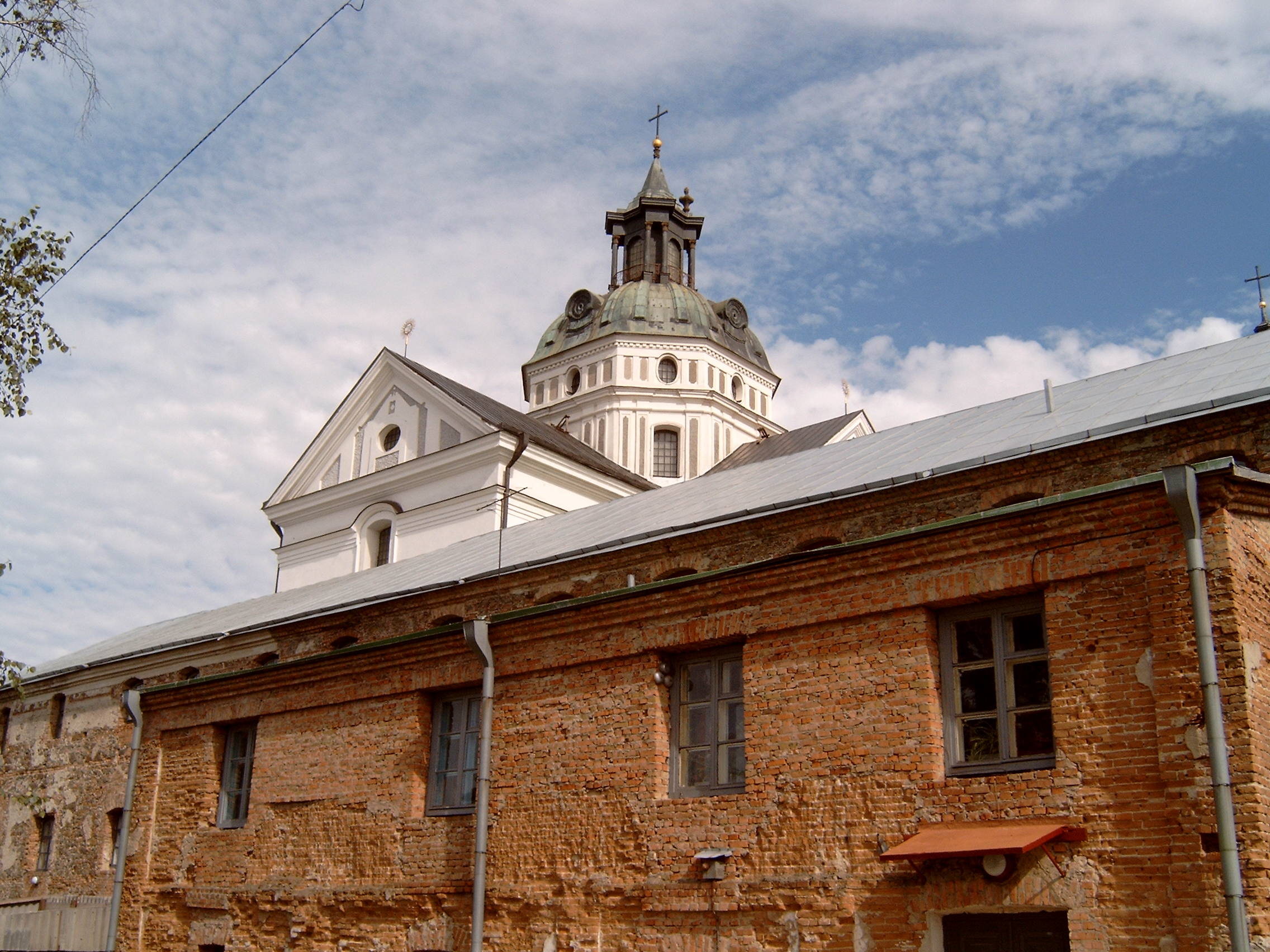
Костел, купол та вигляд ззаду.
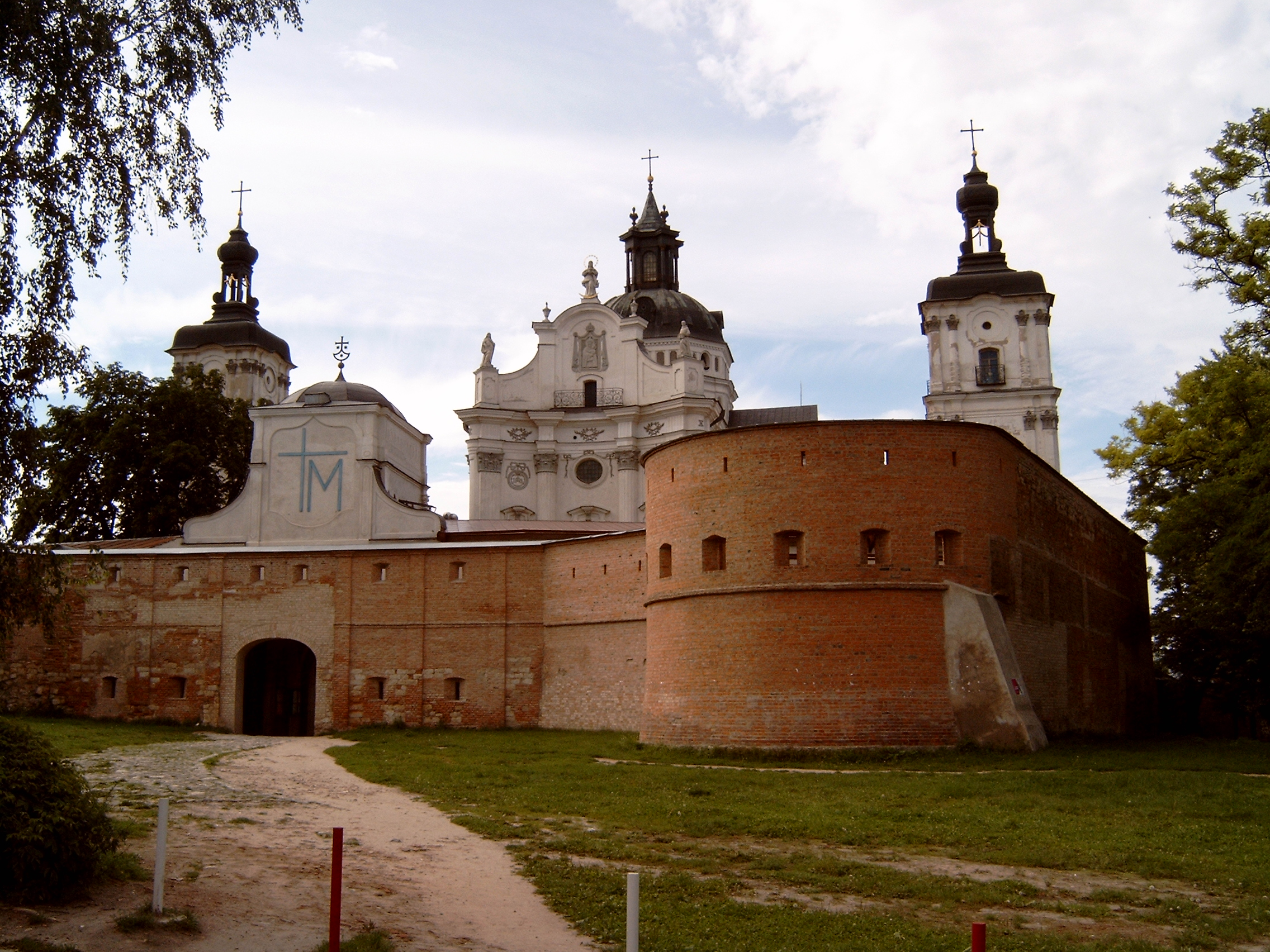
Центральний вхід та монастирські мури.
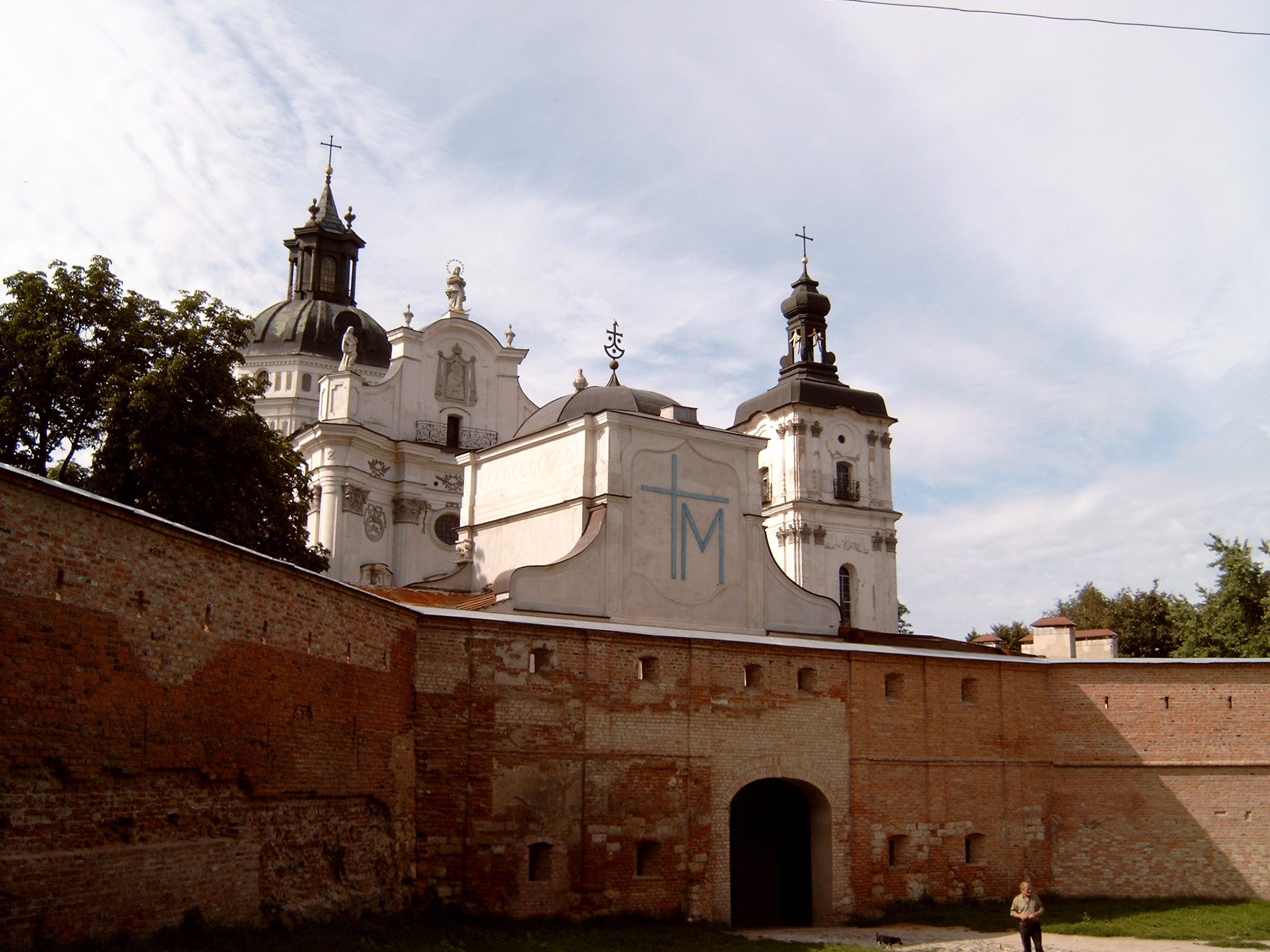
Центральний вхід.
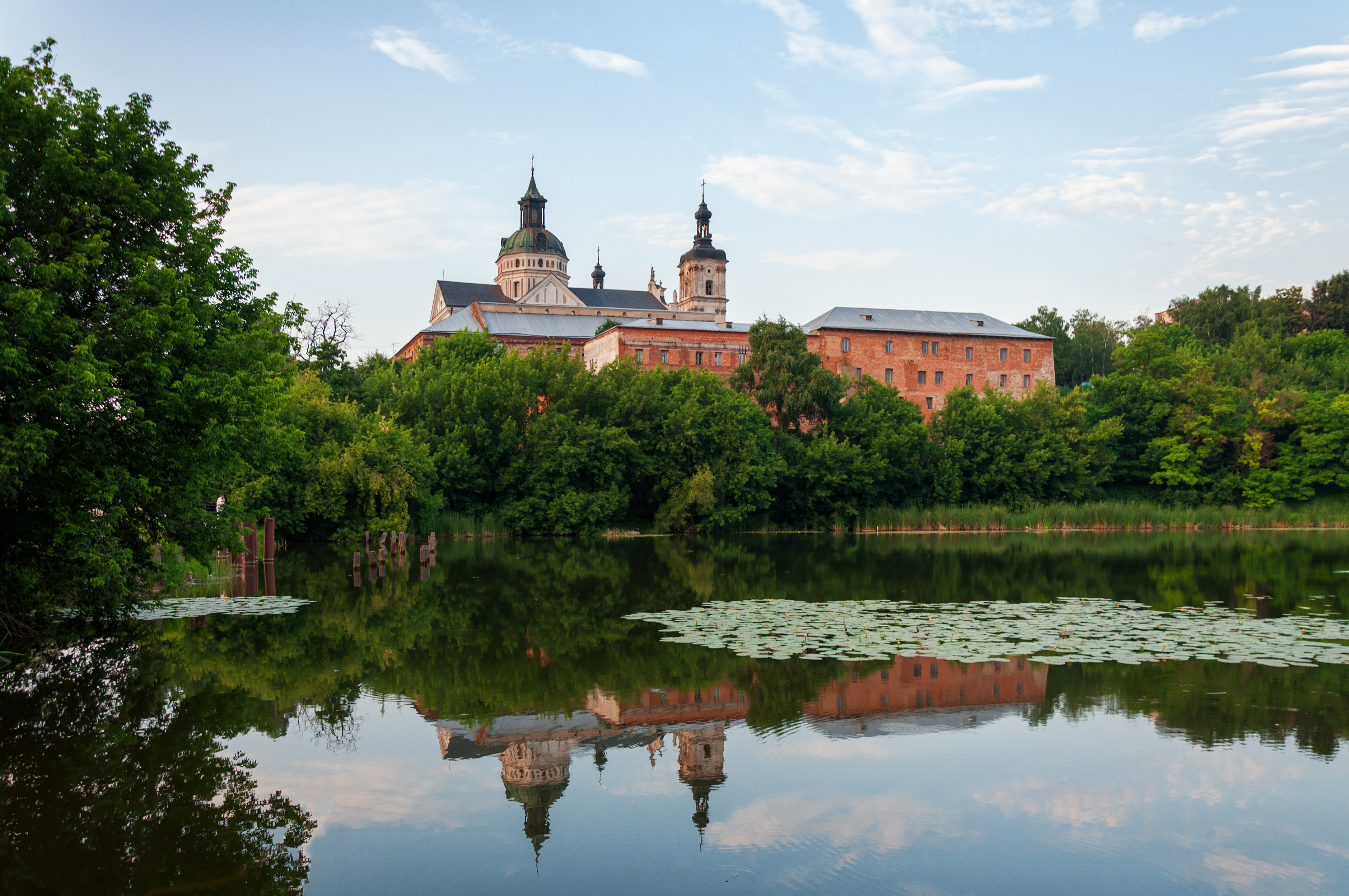
Монастир з боку р. Гнилоп'яті.
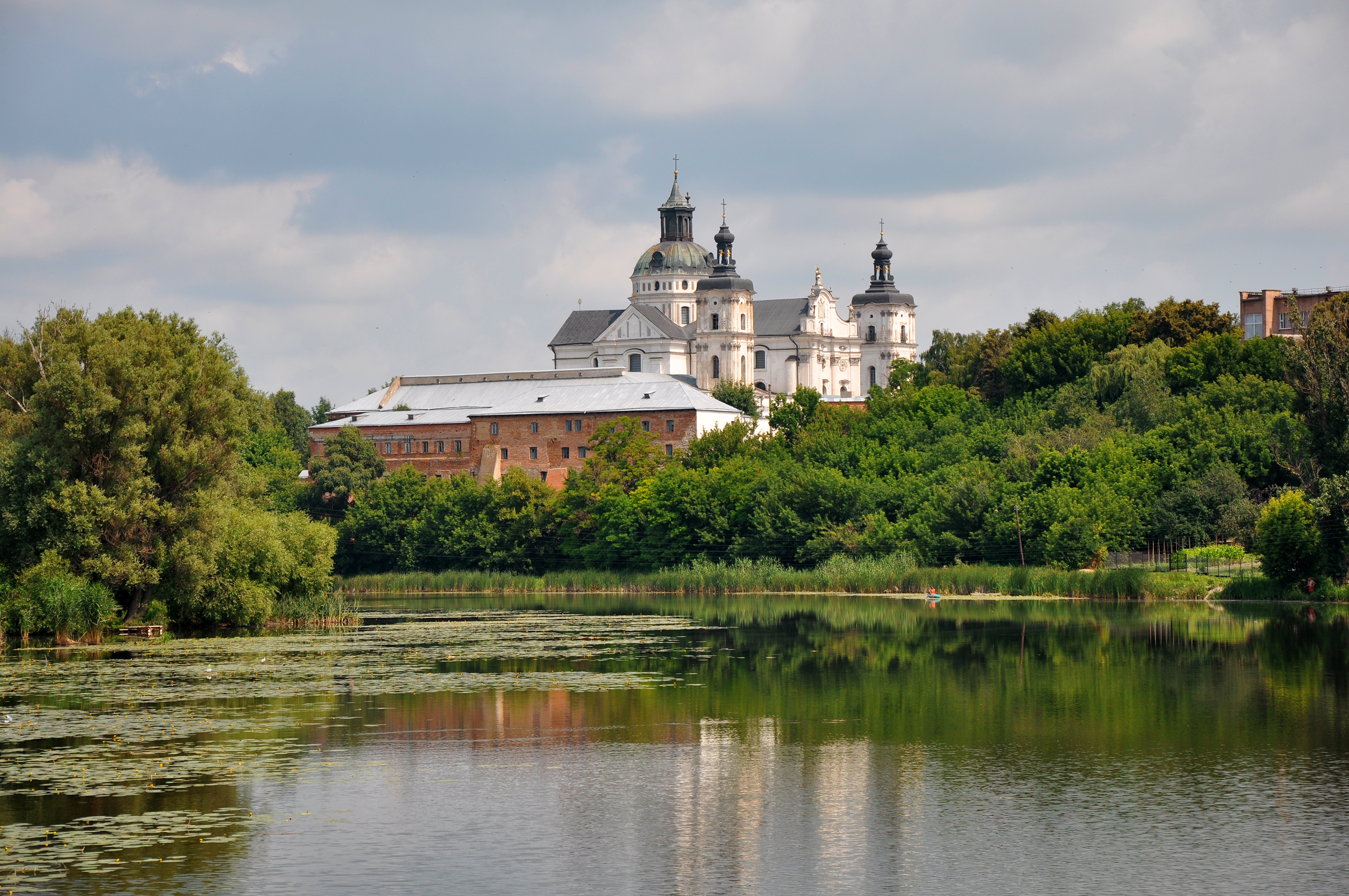
Монастир з боку р. Гнилоп'яті.
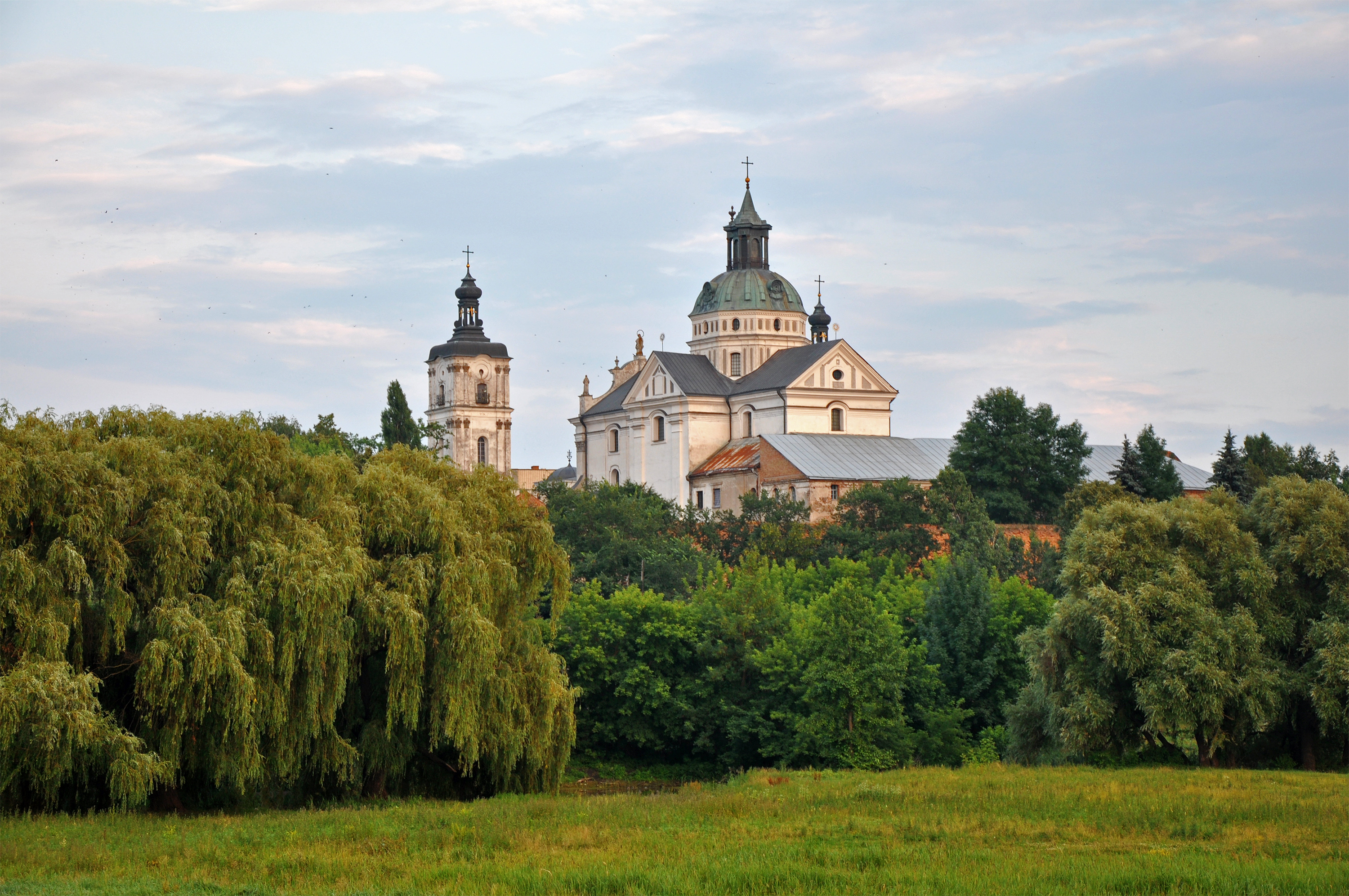
Маріїнський костел і дзвіниця
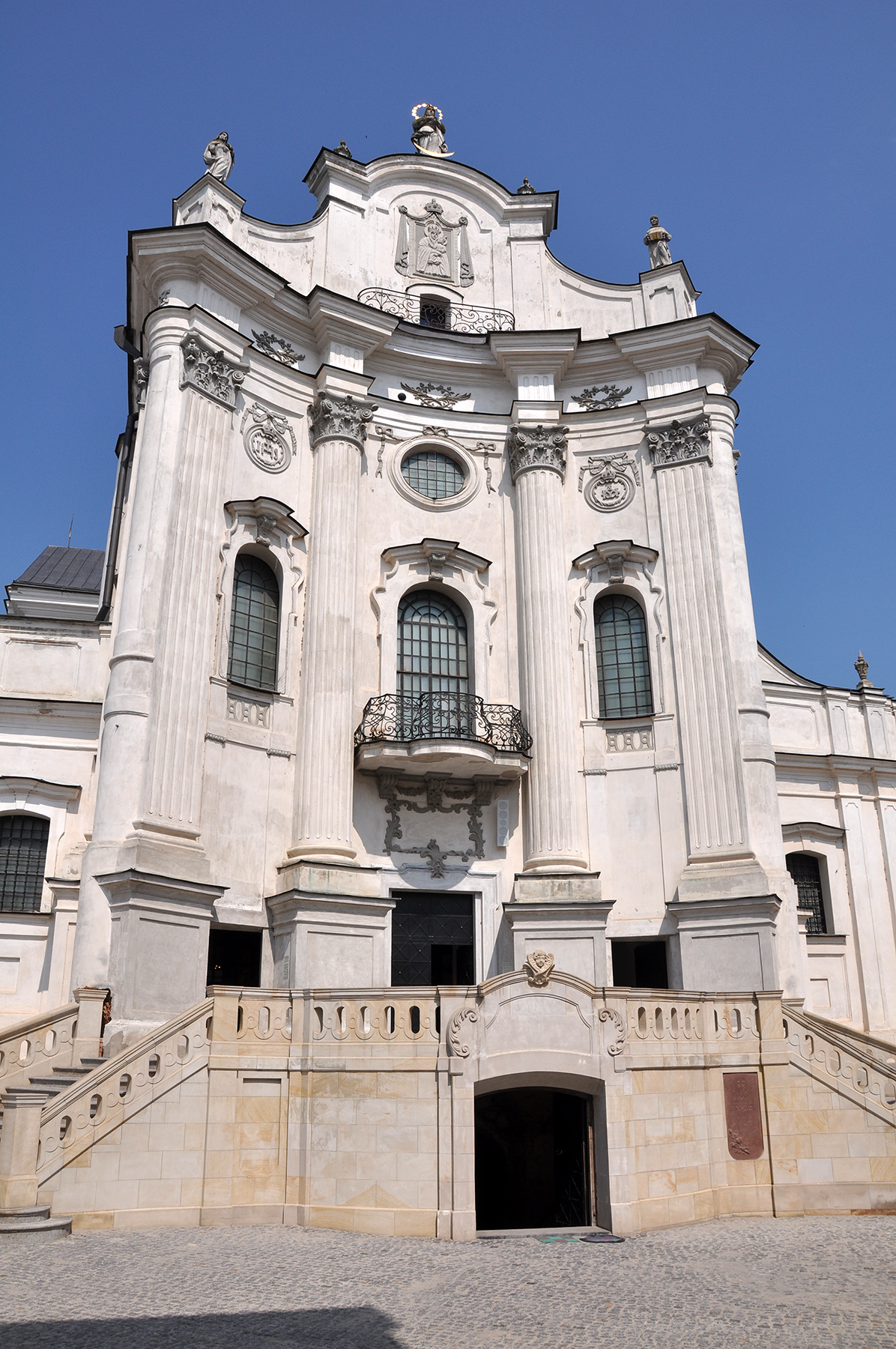
Фронтон Маріїнського костелу.

### Нижній костел

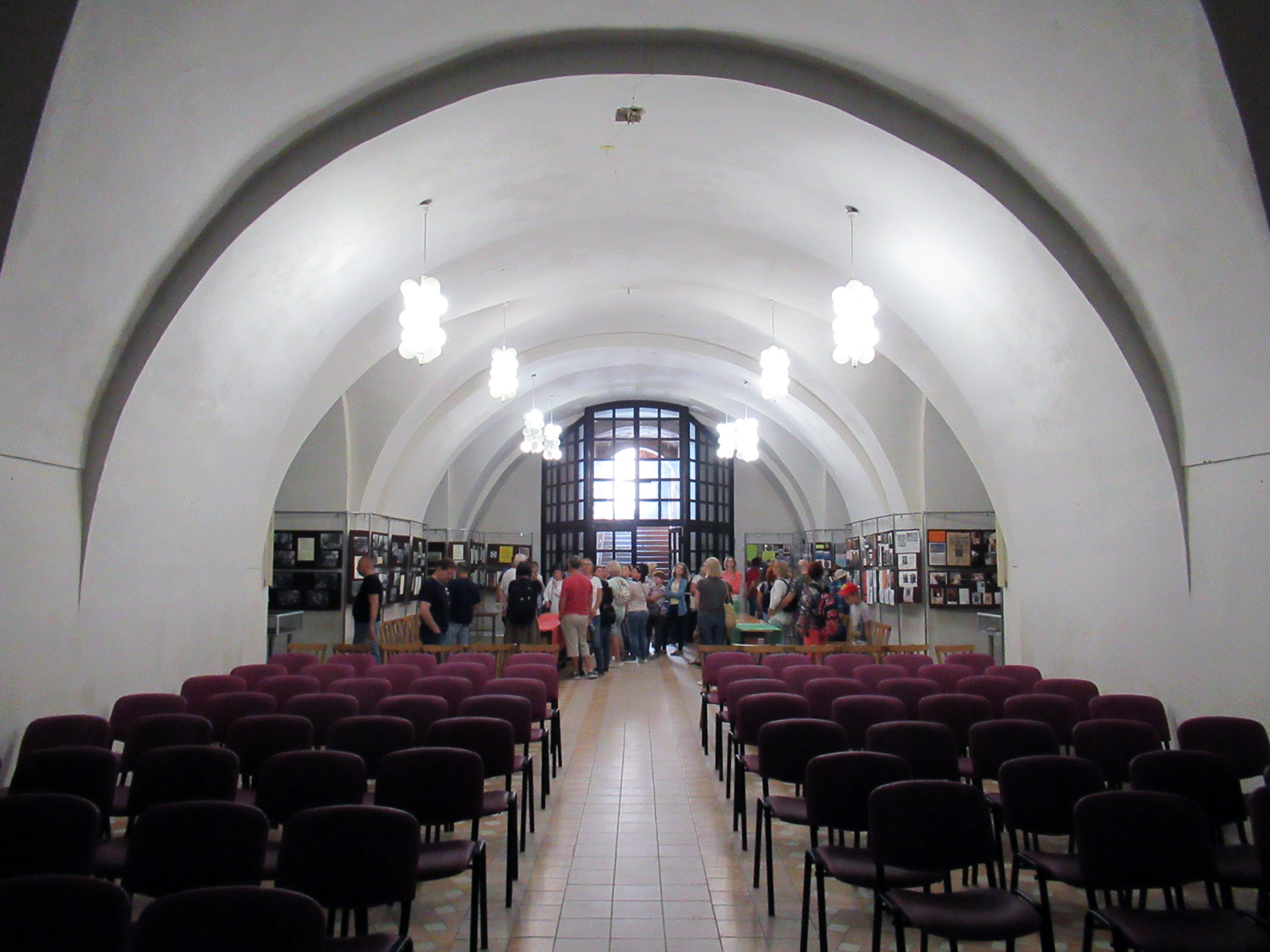
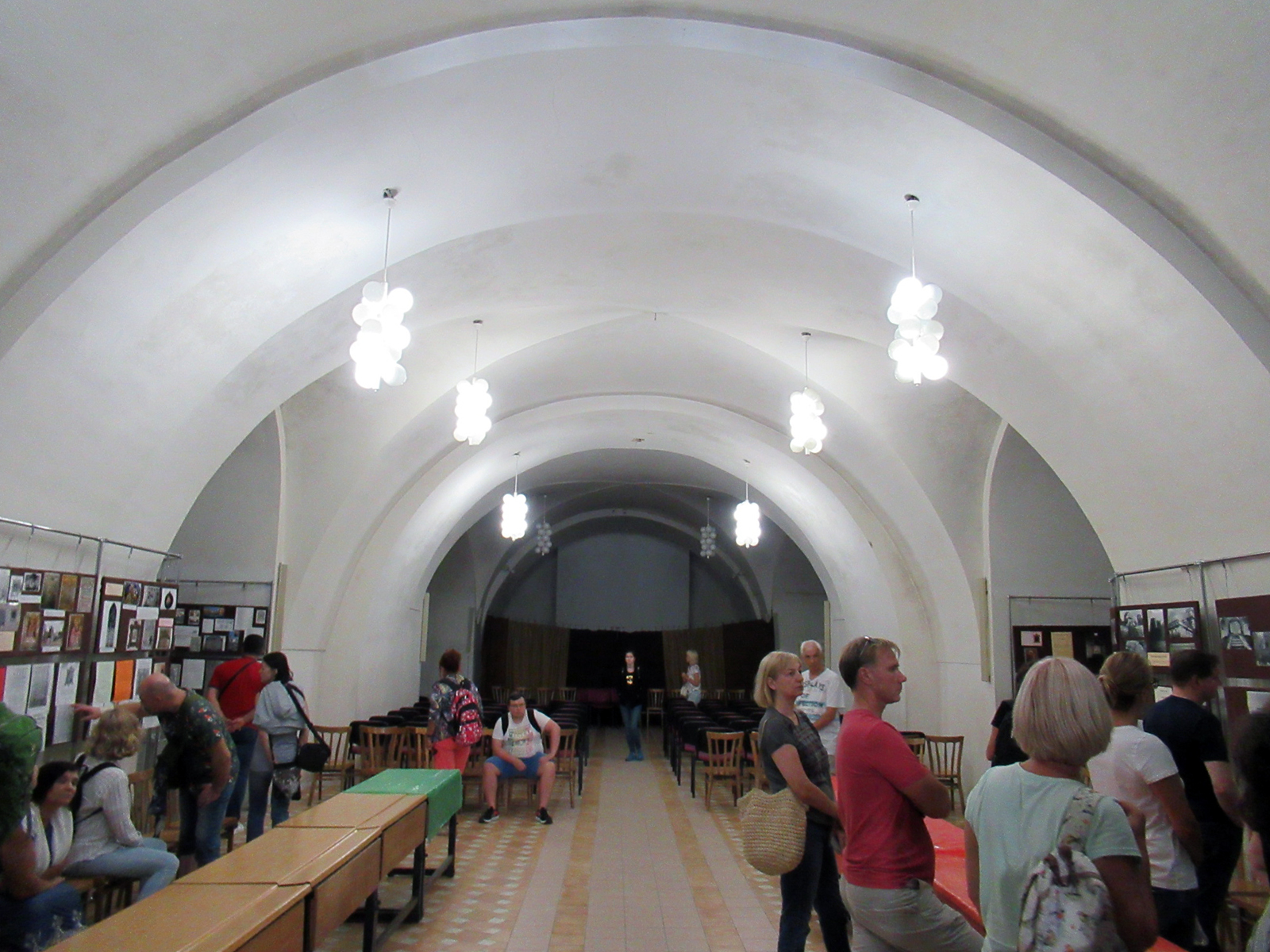
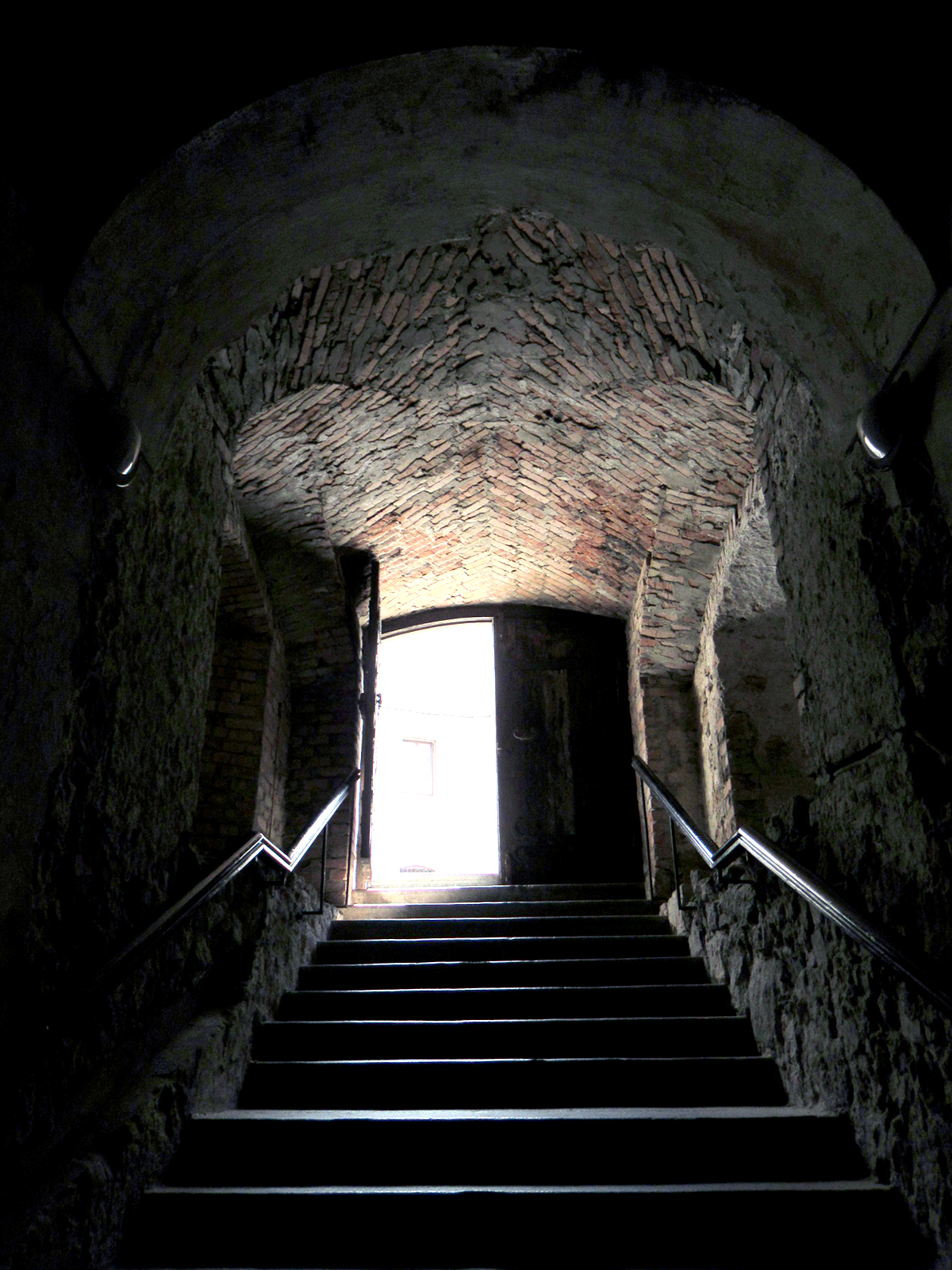